# Limnoria algarum
Limnoria algarum är en kräftdjursart som beskrevs av Menzies 1957. Limnoria algarum ingår i släktet Limnoria och familjen borrgråsuggor. Inga underarter finns listade i Catalogue of Life.